# Галерија грбова Новорусије
Галерија грбова Новорусије обухвата актуелни Грб Новорусије, грбове чланица Конфедерације и грбове новоруских градова.

## Актуелни Грб Новорусије
- Грб Новорусије

## Грбови чланица Конфедерације (Доњецка и Луганска Народна Република)
- Грб Доњецке Народне Републике
- Грб Луганске Народне Републике

## Грбови рејона Луганске Народне Републике
- Грб рејона Антрацит
- Грб рејона Краснодон
- Грб рејона Лутугино
- Грб рејона Переваљск
- Грб рејона Попасна
- Грб  рејона Свердловск
- Грб рејона Славјеносербск
- Грб  рејона Станично Лугански

## Грбови градова Луганске Народне Републике
- Грб Александровск (Луганска област)
- Грб Алчевск
- Грб Антрацит (Украјина)
- Грб Артемивск (Луганска област)
- Грб Брјанка
- Грб  Зимогорје
- Грб Ирмино
- Грб  Краснодон
- Грб Красни Луч
- Грб Кировск (Луганска област)
- Грб Луганск
- Грб региона Лутугино
- Грб Молодогвардијск
- Грб Первомајск (Луганска област)
- Грб Переваљск
- Грб  Петровске
- Грб Ровењки
- Грб Свердловск (Украјина)
- Грб Славјеносербск
- Грб Стаханов
- Грб Суходиљск
- Грб Червонопартизанск

## Грбови рејона Доњецке Народне Републике
- Грб рејона Амросијивка
- Грб рејона Новоазовск
- Грб  рејона Старобешево
- Грб рејона Тељманове
- Грб  рејона Шахтарск

## Грбови градова Доњецке Народне Републике
- Грб Амросијивка
- Грб Доњецк
- Грб Горловка
- Грб Дебаљцеве
- Грб Докучајевск
- Грб Јасинувата
- Грб Јенакијеве
- Грб Иловајск
- Грб Кировске
- Грб Комсомољске
- Грб Новоазовск
- Грб  Ждановка
- Грб Жугреш
- Грб  Макејевка
- Грб Снижне
- Грб Торез
- Грб Харцизк
- Грб Старобешево
- Грб Тељманове
- Грб Углегорск
- Грб региона Шахтарск